# Černá rusalka
Černá Rusalka je román Martina Müllera publikovaný roku 2022 v nakladatelství Paseka. Jde o historický román s prvky noir a thrilleru, který se odehrává v Novohradských horách.
Příběh je zasazen do počátku 90. let, kdy probíhá odsun sovětské armády z Československa. Zaměřuje se na krvavý spor pohraničníka Šturce a sovětského majora Treťjaka, mezi něž se dostane mladý knihovník Tomáš z vesnice Černé domky.
Spor se točí kolem sbírky legendárního hyalitového skla, osudové lásky a temné minulosti pohraničí. Aktéři se snaží najít si v novém porevolučním světě své místo, díky čemuž se dostávají do konfliktu, který ústí do akčního finále. Autor propojuje thrillerový příběh s atmosférou zapadlého pohraničí a jeho historickými traumaty.

## Děj
Kniha je dělena do čtyř částí. Každá z nich sleduje stejný časový úsek příběhu z úhlu pohledu jiné postavy. V poslední části se jejich linky protnou.

### Část 1: Těžký víkend poručíka Šturce
Bývalý pohraničník Gabriel Šturc se po pádu režimu ocitá v nejistotě. Pohraniční rota, kde sloužil, je opuštěná a on sám se snaží zahladit stopy po své minulosti – zejména spálit archivní dokumenty, které by ho mohly usvědčit z násilností, vražd přeběhlíků a kšeftování se sovětskou armádou. Na scéně se objevuje jeho bývalý nadřízený Karel Sivý, který mu naznačuje, že se pro něj rýsuje nová kariéra ve vznikajících bezpečnostních složkách. Stačí se zbavit všeho, co by ho mohlo kompromitovat.
Šturc nachází na svojí rotě mrtvoly dvou sovětských vojáků, zastřelených stejným Makarovem, který používal jeho kamarád František Hejna, se kterým je pojila láska ke stejné ženě a také sbírka hyalitového skla, které za podezřelých okolností prodali sovětskému majorovi Treťjakovi.
Gabriel Šturc tuší, že se kolem něj začíná stahovat smyčka. Někdo přišel zúčtovat s minulostí.

### Část 2: Nadějný víkend Tomáše Cisovského
Mladý knihovník Tomáš Cisovský se od starosty Černých domků Meiera a studentky Petry dozvídá o sporu Šturce a Treťjaka a tajemné ženě jménem Rút. Ta údajně vyrobila kopii vzácne sbírky hyalitového skla, kterou pak Šturc s Hejnou prodali Treťjakovi jako pravou.
Začíná být jasné, že se major Treťjak o podvodu dozvěděl a rozhodl se Šturcovi pomstít. Skutečná cenná sbírka hyalitového navíc zřejmě doopravdy existuje, jen je někde ukrytá. Tomáš v tom vidí šanci na to, jak se dostat z bezútěšného života v pohraničí a začít nový život. Stačí sbírku najít a prodat ji kupcům, kteří jsou po pádu železné opony hladoví po artefaktech z východní Evropy.
Tomáš s Meierem najdou Rút v ústavu pro choromyslné a snaží se z ní dostat další podrobnosti toho, co se stalo a kde by mohla být sbírka ukrytá. Druhá část končí konfrontací Tomáše a poručíka Šturce.

### Část 3: Poslední víkend majora Treťjaka
Vyšinutý sovětský major Treťjak se na sovětské základně se zbytky svého pomalu se rozpadajícího armádního sboru zpíjí do němoty a čeká na výsledky rozboru hyalitové sbírky, kterou mu před desítkami let prodali Šturc s Hejnou.
Do zchudlého a poraženého Sovětského svazu se nechce vracet nikdo z nich, tím spíš bez peněz a šance na slušný život. Stejně jako pro Tomáše je i pro něj sbírka skla způsobem, jak si v nové době zajistit dobré startovní podmínky pro nový život.
Když se však od dozví, že sbírka je falešná a tím pádem bezcenná, jeho plán se hroutí. Rozhodne se proto vyřídit si účty se Šturcem postaru a vrací se do Černých domků, kterými se prožene jako velká voda a nenechá v ospalé vesnici kámen na kameni. Následuje série násilných střetů, po níž se všichni aktéři příběhu ocitají na hořící rotě pohraniční stráže.

### Část 4
Ve finální části se vyjeví, že je celý příběh ještě zamotanější než by se mohlo zdát. Protagonisté stojí v závěrečné konfrontaci proti sobě a symbolicky se zde hraje o to, jak bude vypadat nové porevoluční Československo, potažmo Česká republika.

## Ohlasy
Román získal od literárních kritiků převážně pozitivní ohlasy. Podle recenze na České televizi Müller vytvořil autentickou atmosféru 90. let a přinesl „napínavý výlet do devadesátek“ s důrazem na dobovou realitu a drsné prostředí pohraničí. Lidové noviny vyzdvihly kombinaci napětí a melancholie, která podtrhuje odlehlost a tajemnost prostředí Novohradských hor, zároveň však upozorňují, že v některých pasážích příběh postrádá silnější dramatický oblouk. Server iDnes ocenil propracovanost postav a realistické zachycení doby, přičemž zdůrazňuje autorovu schopnost vtáhnout čtenáře do děje. Naopak Aktuálně.cz uvádí, že ačkoli kniha nabízí sugestivní atmosféru a poutavé zobrazení regionu, některé zápletky mohou působit předvídatelně a postavy občas jednají schematicky. Petr Bílek z magazínu Respekt poukázal na spád, gradaci a nečekané zvraty, ale také neokoukanost Novohradských hor v české literatuře.